# Matthieu Sprick
Matthieu Sprick (Sarreguemines, Moselle, 29 de septiembre de 1981) es un exciclista francés, originario de Etting.
Pasó por la escuela de ciclismo de Lorraine en Nancy donde se formó como ciclista. Se convirtió en profesional con el equipo Brioches la Boulangère en 2004, que en 2005 pasó a llamarse Bouygues Telecom. Debido a que Jean-René Bernaudeau no le renovó a final de la temporada 2010 para seguir en el equipo, fichó por el equipo Skil-Shimano (Argos-Shimano en 2012-2013) y posteriormente Giant-Shimano.
El 22 de mayo de 2013 sufrió en su domicilio un derrame cerebral el cual le afectó notablemente a las extremidades y al habla, volvió a los entrenamientos en 2014, pero debido a su poca progresión encima de la bicicleta puso fin a su contrato con el Giant el 31 de marzo de 2014.[cita requerida]

## Palmarés
2002
- Tour de Saboya

2003
- Tour de Saboya

2004
- Tour de Doubs

2008
- 1 etapa del Tour de Langkawi

## Resultados en Grandes Vueltas
| Carrera | Carrera         | 2004 | 2005  | 2006 | 2007 | 2008  | 2009 | 2010  | 2011 | 2012  | 2013 | 2014 |
| ------- | --------------- | ---- | ----- | ---- | ---- | ----- | ---- | ----- | ---- | ----- | ---- | ---- |
|         | Giro de Italia  | —    | —     | —    | —    | —     | 75.º | —     | —    | —     | —    | —    |
|         | Tour de Francia | —    | 120.º | 50.º | Ab.  | 139.º | —    | 100.º | —    | 113.º | —    | —    |
|         | Vuelta a España | —    | —     | —    | —    | —     | 57.º | 54.º  | —    | —     | —    | —    |

—: no participa

Ab.: abandono

## Equipos
- Brioches la Boulangère/Bouygues Telecom (2004-2010)
  - Brioches La Boulangère (2004)
  - Bouygues Telecom (2005-2008)
  - BBox Bouygues Telecom (2009-2010)
- Skil/Argos/Giant (2011-2014)
  - Skil-Shimano (2011)
  - Team Argos-Shimano (2012-2013)
  - Team Giant-Shimano (2014)[3]